# Heterosais giulia
Heterosais giulia är en fjärilsart som beskrevs av William Chapman Hewitson 1854. Heterosais giulia ingår i släktet Heterosais och familjen praktfjärilar. Inga underarter finns listade i Catalogue of Life.

## Bildgalleri

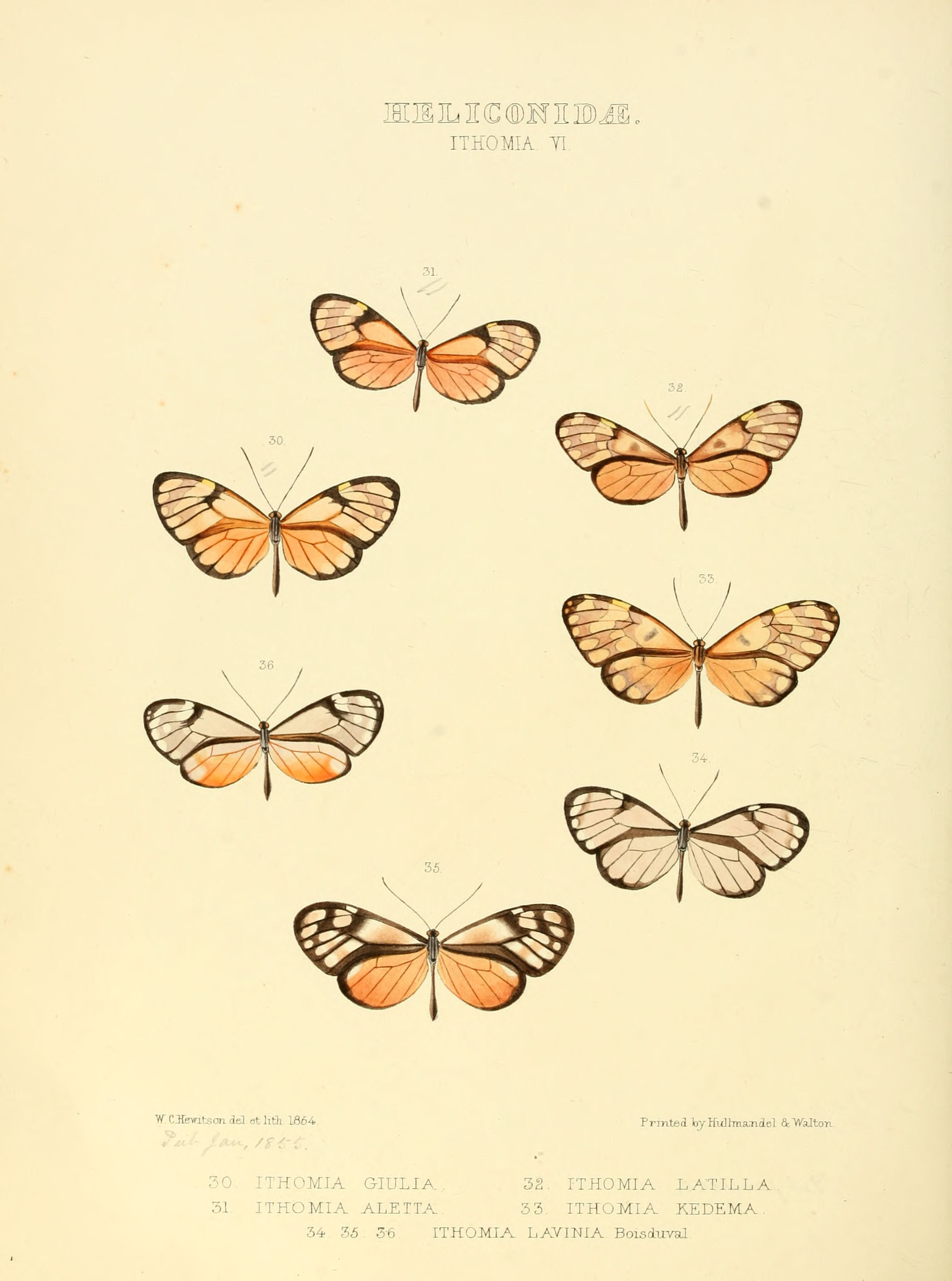
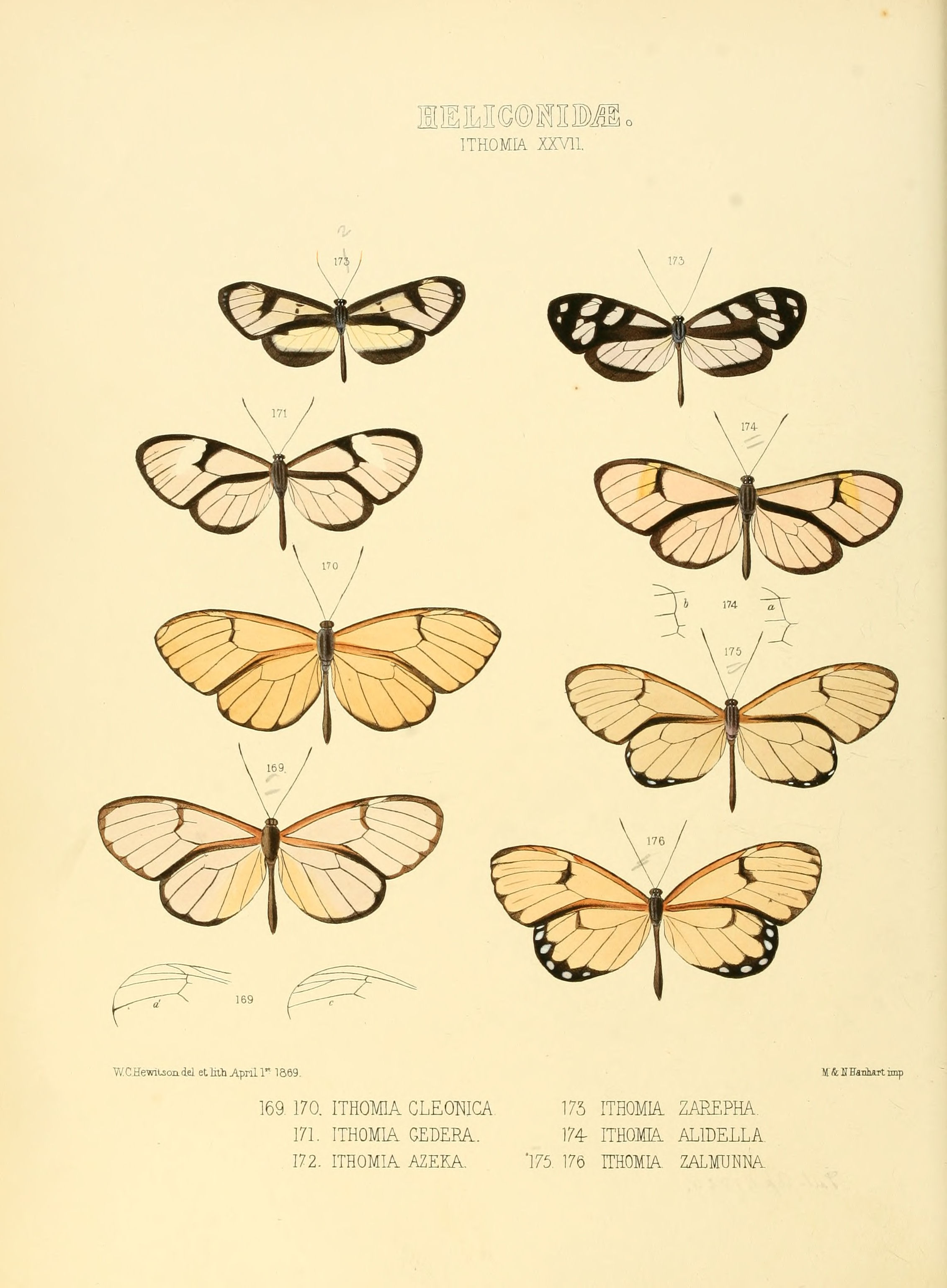